# Angéline Furet
Pour les articles homonymes, voir Furet.
Angéline Furet, née le 24 juillet 1981 au Mans, est une femme politique française.
Candidate au élections européennes de 2024 sur la liste de Jordan Bardella, elle est élue députée européenne le 9 juin 2024.

## Biographie
Angéline Furet naît le 24 juillet 1981 au Mans. Elle grandit à La Chapelle-Saint-Fray. Elle est interne au lycée Prytanée de la Flèche puis obtient un master de droit et de sciences politiques à l’université d’Aix-en-Provence. Après ses études, elle travaille un temps à la direction générale de plusieurs communautés de communes de la Sarthe, avant d'émigrer aux États-Unis pour rejoindre un cabinet d’avocats. De retour en France après sept ans outre-Atlantique, elle lance sa propre entreprise où elle exerce à la fois l’activité d’écrivain public et le conseil en droit.

### Carrière politique
Angéline Furet est candidate RN dans la deuxième circonscription de la Sarthe lors des législatives de 2022.
Secrétaire départementale du RN en Sarthe, elle est en 28e position de la liste de Jordan Bardella aux élections européennes de 2024.
Le 9 juin 2024, elle est élue députée au Parlement européen.